# Супернова нестабилних парова
Супернова нестабилних парова (енгл. pair-instability supernova) настаје када стварање парова, стварање слободних електрона и позитрона у сударима између атомских језгара и енергичних гама зрака, смањује термални притисак унутар језгра супермасивне звезде (хиперџина). Овај пад притиска у језгру прво узрокује делимично урушавање, а затим и значајно убрзање сагоревања које прераста у незаустављиву термонукеларну експлозију која у потпуности разара звезду, и након те експлозије не остаје ништа, чак ни остатак црне рупе. Супернова нестабилних парова настаје само код звезда чије се масе крећу од 130 до 250 сунчевих маса и ниске до умерене металности (звезда поседује највише водоника и хелијума, док осталих елемената скоро и да нема). За објекте SN 2006gy, SN 2007bi, SN 2213-1745 и SN 1000+0216, који су откривени релативно скоро, се сматра да су били супернове нестабилних парова.